# زددی‌اف
زد د اف (به آلمانی: Zweites Deutsches Fernsehen) به معنی تلویزیون دوم آلمان یک کانال تلویزیونی عمومی کشور آلمان است که در شهر ماینتس اسقرار یافته‌است. این شبکه به عنوان یک آژانس مستقل غیرانتفاعی توسط یک قرارداد مشترک بین ایالت‌های آلمان تأسیس شده‌است. سرمایهٔ این شبکه توسط تبلیغات و مجوز تلویزیون (GEZ) تأمین می‌شود.
پخش برنامه‌ها برای اولین بار از شهر اشبورن در اول آوریل ۱۹۶۳ آغاز گردید. اولین برنامه رنگی زد د اف در سال ۱۹۶۷ پخش شد. در سال ۱۹۷۴ این شبکه به ماینتس منتقل شد و پس از مدت کوتاهی به شهر ویسبادن انتقال یافت.